# Robert Szczot
Robert Szczot (Oleśnica, 31 gennaio 1982) è un ex calciatore polacco, di ruolo centrocampista.

## Carriera

### Club
Ha giocato nella massima serie dei campionati polacco e greco.